# Colombia en los Juegos Panamericanos de 2019
Colombia fue uno de los 41 países que participó en los Juegos Panamericanos de 2019 en la ciudad de Lima, Perú. La delegación colombiana estuvo compuesta por 354 deportistas, que compitieron en 39 deportes.
Dentro de los deportistas asistieron la gran mayoría de integrantes hicieron parte de la delegación de los Juegos Olímpicos de Río de Janeiro 2016, aunque la principal ausencia fue la del gimnasta Jossimar Calvo por lesión.
El abanderado para la ceremonia inaugural fue el boxeador Yuberjen Martínez. La delegación colombiana buscaba mejorar el quinto lugar obtenido en los Juegos Panamericanos de 2015 que se llevaron a cabo en Toronto, Canadá. Pese a ocupar la séptima posición en el medallero general, Colombia registró su mejor participación en la historia de los juegos, cosechando 28 medallas de oro, 23 de plata y 33 de bronce para un total de 84 medallas.

## Medallero
Los siguientes competidores colombianos ganaron medallas en los juegos. 
| Medalla           | Nombre                                                                           | Deporte                | Evento                  | Fecha        |
| ----------------- | -------------------------------------------------------------------------------- | ---------------------- | ----------------------- | ------------ |
| Medalla de oro    | Francisco Mosquera                                                               | Levantamiento de pesas | 61 kg masculino         | 27 de julio  |
| Medalla de oro    | María Camila Lobón                                                               | Levantamiento de pesas | 59 kg femenino          | 28 de julio  |
| Medalla de oro    | Brayan Rodallegas                                                                | Levantamiento de pesas | 81 kg masculino         | 28 de julio  |
| Medalla de oro    | Mercedes Pérez                                                                   | Levantamiento de pesas | 64 kg femenino          | 29 de julio  |
| Medalla de oro    | Jhonatan Rivas                                                                   | Levantamiento de pesas | 96 kg masculino         | 29 de julio  |
| Medalla de oro    | Catalina Peláez y Miguel Ángel Rodríguez                                         | Squash                 | dobles mixto            | 28 de julio  |
| Medalla de oro    | Miguel Trejos                                                                    | Taekwondo              | -80 kg masculino        | 29 de julio  |
| Medalla de oro    | Clara Guerrero                                                                   | Bolos                  | femenino                | 30 de julio  |
| Medalla de oro    | Ingrit Valencia                                                                  | Boxeo                  | 51 kg femenino          | 2 de agosto  |
| Medalla de oro    | Jessica Caicedo                                                                  | Boxeo                  | 75 kg femenino          | 2 de agosto  |
| Medalla de oro    | Martha Bayona                                                                    | Ciclismo               | keirin femenino         | 2 de agosto  |
| Medalla de oro    | Sandra Arenas                                                                    | Atletismo              | 20 km femenino          | 4 de agosto  |
| Medalla de oro    | Kevin Quintero                                                                   | Ciclismo               | keirin masculino        | 4 de agosto  |
| Medalla de oro    | Daniel Restrepo                                                                  | Clavados               | 3 m masculino           | 4 de agosto  |
| Medalla de oro    | Giorgio Gómez                                                                    | Surf                   | SUP masculino           | 4 de agosto  |
| Medalla de oro    | Isabella Gómez                                                                   | Surf                   | SUP femenino            | 4 de agosto  |
| Medalla de oro    | Daniel Felipe Martínez                                                           | Ciclismo               | contrarreloj masculina  | 7 de agosto  |
| Medalla de oro    | Anthony Zambrano                                                                 | Atletismo              | 400 metros masculino    | 8 de agosto  |
| Medalla de oro    | Mariana Pajón                                                                    | Ciclismo               | carrera femenina        | 9 de agosto  |
| Medalla de oro    | Selección de fútbol                                                              | Fútbol                 | torneo femenino         | 9 de agosto  |
| Medalla de oro    | Pedro Causil                                                                     | Patinaje               | 300 m masculino         | 9 de agosto  |
| Medalla de oro    | Selección de atletismo                                                           | Atletismo              | 4 x 400 m masculino     | 10 de agosto |
| Medalla de oro    | Carlos Sinisterra                                                                | Karate                 | 84 kg masculino         | 10 de agosto |
| Medalla de oro    | Alex Cujavante                                                                   | Patinaje               | 10000 m masculino       | 10 de agosto |
| Medalla de oro    | Pedro Causil                                                                     | Patinaje               | 500 m masculino         | 10 de agosto |
| Medalla de oro    | Johana Viveros                                                                   | Patinaje               | 10000 m femenino        | 10 de agosto |
| Medalla de oro    | Geiny Pájaro                                                                     | Patinaje               | 500 m femenino          | 10 de agosto |
| Medalla de oro    | Sara López                                                                       | Tiro con arco          | individual femenino     | 10 de agosto |
| Medalla de plata  | Jhon Serna                                                                       | Levantamiento de pesas | 61 kg masculino         | 27 de julio  |
| Medalla de plata  | Ana Segura                                                                       | Levantamiento de pesas | 49 kg femenino          | 27 de julio  |
| Medalla de plata  | Luis Javier Mosquera                                                             | Levantamiento de pesas | 73 kg masculino         | 28 de julio  |
| Medalla de plata  | Yenni Sinisterra                                                                 | Levantamiento de pesas | 55 kg femenino          | 28 de julio  |
| Medalla de plata  | Miguel Ángel Rodríguez                                                           | Squash                 | individual masculino    | 27 de julio  |
| Medalla de plata  | Gloria Mosquera                                                                  | Taekwondo              | +67 kg femenino         | 29 de julio  |
| Medalla de plata  | Miguel Ángel Rodríguez, Andrés Felipe Herrera y Juan Camilo Vargas               | Squash                 | masculino               | 31 de julio  |
| Medalla de plata  | Cristian Salcedo                                                                 | Boxeo                  | +91 kg masculino        | 1 de agosto  |
| Medalla de plata  | Rubén Murillo, Kevin Quintero y Santiago Ramírez                                 | Ciclismo               | sprint masculino        | 1 de agosto  |
| Medalla de plata  | Yuberjén Martínez                                                                | Boxeo                  | 49 kg masculino         | 2 de agosto  |
| Medalla de plata  | Marvin Angarita, Bryan Gómez, Jordan Parra, Brayan Sánchez y Juan Esteban Arango | Ciclismo               | persecución por equipos | 3 de agosto  |
| Medalla de plata  | Martha Bayona                                                                    | Ciclismo               | sprint femenino         | 4 de agosto  |
| Medalla de plata  | Ditcher Toro                                                                     | Lucha                  | grecorromana 60 kg      | 7 de agosto  |
| Medalla de plata  | Geiny Pájaro                                                                     | Patinaje               | 300 m contrarreloj      | 9 de agosto  |
| Medalla de plata  | Jackeline Rentería                                                               | Lucha                  | libre 62 kg             | 9 de agosto  |
| Medalla de bronce | Angie Orjuela                                                                    | Atletismo              | maratón femenina        | 27 de julio  |
| Medalla de bronce | Alfredo Quintana y Manuel Otalora                                                | Bolos                  | dobles masculino        | 27 de julio  |
| Medalla de bronce | Selección de rugby 7                                                             | Rugby 7                | femenino                | 28 de julio  |
| Medalla de bronce | María Tovar y Laura Tovar                                                        | Squash                 | dobles femenino         | 27 de julio  |
| Medalla de bronce | Andrea Ramírez                                                                   | Taekwondo              | 49 kg femenino          | 27 de julio  |
| Medalla de bronce | Katherine Dumar                                                                  | Taekwondo              | -67 kg femenino         | 29 de julio  |

| Deporte           |    |    |    | Total |
| Atletismo         | 3  | 1  | 3  | 7     |
| Bolos             | 1  | 1  | 1  | 3     |
| Boxeo             | 2  | 2  | 1  | 5     |
| Ciclismo BMX      | 1  | 0  | 0  | 1     |
| Ciclismo en pista | 2  | 3  | 4  | 9     |
| Ciclismo en ruta  | 1  | 0  | 1  | 2     |
| Clavados          | 1  | 0  | 0  | 1     |
| Esgrima           | 0  | 0  | 2  | 2     |
| Fisicoculturismo  | 0  | 1  | 0  | 1     |
| Fútbol            | 1  | 0  | 0  | 1     |
| Gimnasia          | 0  | 0  | 2  | 2     |
| Golf              | 0  | 0  | 1  | 1     |
| Halterofilia      | 5  | 4  | 0  | 9     |
| Judo              | 0  | 2  | 1  | 3     |
| Karate            | 1  | 0  | 2  | 3     |
| Lucha             | 0  | 2  | 4  | 6     |
| Natación          | 0  | 0  | 1  | 1     |
| Patinaje          | 5  | 1  | 0  | 6     |
| Raquetbol         | 0  | 1  | 2  | 3     |
| Rugby 7           | 0  | 0  | 1  | 1     |
| Squash            | 1  | 2  | 2  | 5     |
| Surf              | 2  | 0  | 0  | 2     |
| Taekwondo         | 1  | 1  | 2  | 4     |
| Tiro con arco     | 1  | 1  | 3  | 5     |
| Voleibol          | 0  | 1  | 0  | 1     |
| Total             | 28 | 23 | 33 | 84    |

## Atletas
| Deporte                                      | Hombres | Mujeres | Total |
| -------------------------------------------- | ------- | ------- | ----- |
| Tiro deportivo                               | 4       | 4       | 8     |
| Gimnasia artística                           | 5       | 2       | 7     |
| Bádminton                                    | 0       | 1       | 1     |
| Béisbol                                      | 24      | 0       | 24    |
| Baloncesto                                   | 0       | 12      | 12    |
| Voleibol de playa                            | 0       | 2       | 2     |
| Fisicoculturismo                             | 1       | 1       | 2     |
| Bolos                                        | 2       | 2       | 4     |
| Boxeo                                        | 8       | 3       | 11    |
| Canotaje en eslalon                          | 2       | 1       | 0     |
| Ciclismo BMX                                 | 3       | 2       | 5     |
| Nado sincronizado                            | 0       | 9       | 0     |
| Ciclismo en ruta                             | 4       | 2       | 6     |
| Atletismo                                    | 28      | 17      | 45    |
| Patinaje artístico sobre ruedas              | 1       | 1       | 2     |
| Ciclismo en pista                            | 5       | 5       | 10    |
| Clavados                                     | 4       | 4       | 8     |
| Equitación                                   | 10      | 2       | 12    |
| Esgrima                                      | 7       | 6       | 13    |
| Fútbol                                       | 0       | 18      | 18    |
| Golf                                         | 2       | 2       | 4     |
| Judo                                         | 5       | 5       | 10    |
| Karate                                       | 7       | 4       | 11    |
| Pentatlón moderno                            | 1       | 1       | 2     |
| Ciclismo de montaña                          | 2       | 2       | 4     |
| Raquetbol                                    | 2       | 3       | 5     |
| Gimnasia rítmica                             | 0       | 2       | 2     |
| Rugby 7                                      | 0       | 12      | 12    |
| Vela                                         | 3       | 0       | 3     |
| Tiro deportivo                               | 2       | 2       | 4     |
| Patinaje de velocidad sobre patines en línea | 2       | 2       | 4     |
| Squash                                       | 3       | 3       | 6     |
| Surf                                         | 1       | 1       | 2     |
| Natación                                     | 8       | 6       | 14    |
| Tenis de mesa                                | 1       | 3       | 4     |
| Taekwondo                                    | 4       | 4       | 8     |
| Tenis                                        | 3       | 3       | 6     |
| Gimnasia acrobática                          | 1       | 1       | 2     |
| Triatlón                                     | 2       | 2       | 4     |
| Voleibol                                     | 0       | 12      | 12    |
| Esquí acuático                               | 3       | 3       | 6     |
| Levantamiento de pesas                       | 6       | 6       | 12    |
| Lucha libre                                  | 7       | 4       | 11    |
| Total                                        | 157     | 192     | 349   |